# Eifa (Hatzfeld)
Eifa ist ein Stadtteil von Hatzfeld (Eder) im nordhessischen Landkreis Waldeck-Frankenberg.

## Geographie
Eifa liegt am Rande des Rothaargebirges, etwa 3 km östlich des 673,5 m hohen Berges Sackpfeife und unmittelbar westlich des 583 m hohen Kohlenberges. Der Landkreis Marburg-Biedenkopf grenzt direkt an das Dorf. Eifa liegt südlich des Kernortes. Durch den Ort verlaufen die Bundesstraße 253 und die Landesstraße 553. Der Haltepunkt Eifa lag an der Bahnstrecke Bad Berleburg–Allendorf, welche stillgelegt ist.

## Geschichte

### Ortsgeschichte

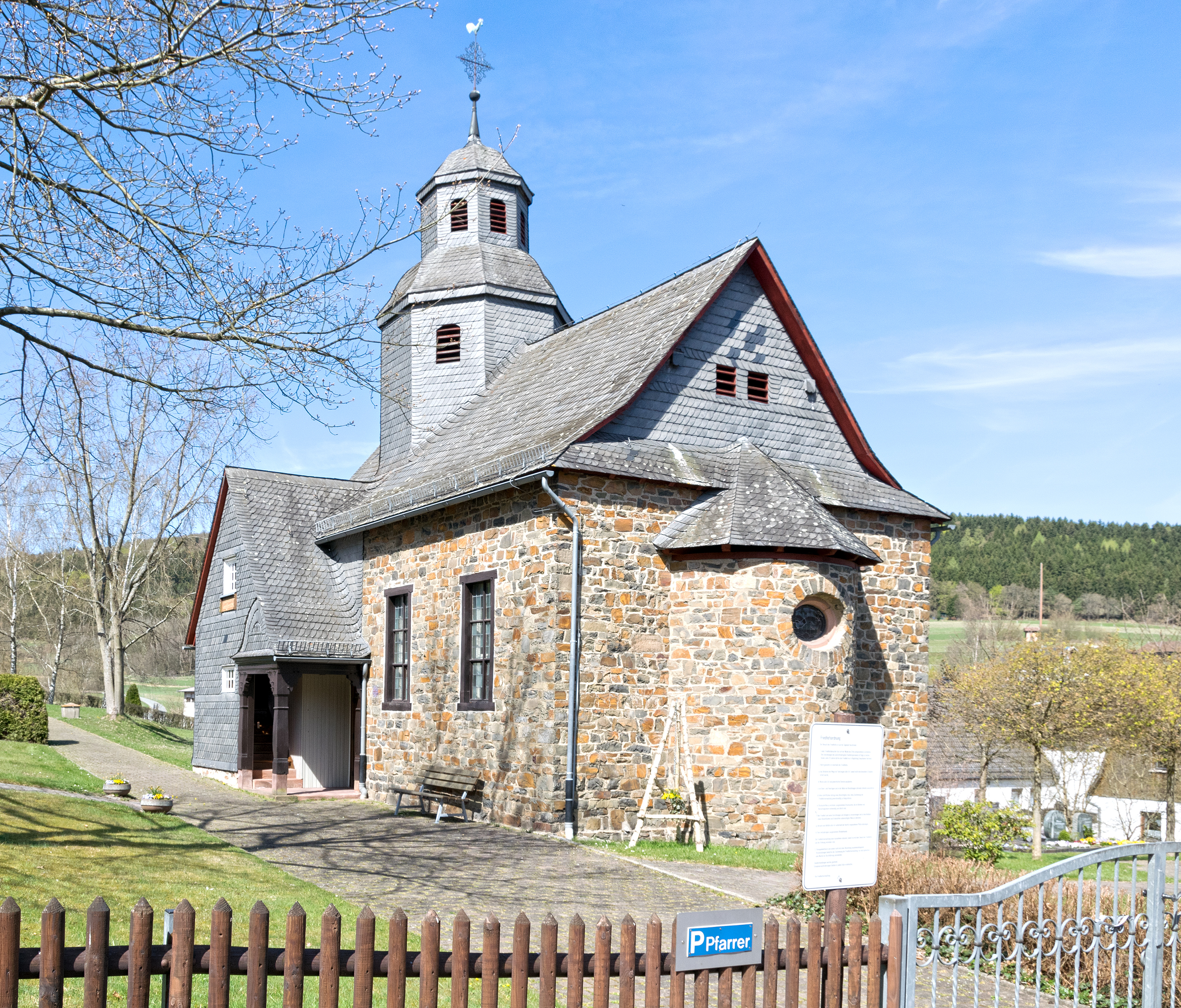
Dorfkirche

Urkundlich wird der Ort erstmals am 10. April 1261 erwähnt. In dieser Urkunde bezeugen der Battenberger Schöffe Luivigus de Ypfe und andere Bürger und Adelige den Verkauf von Gütern im Hainagebirge an das Kloster Haina. In erhaltenen Urkunden späterer Zeit wurde Eifa unter den folgenden Namen erwähnt (in Klammern das Jahr der Erwähnung): Yfe (1334), Ypfe (1351), Yffe (1374), Iffa (1517) und Eiffa (1578). Meist handelt es sich dabei um die Herkunftsbezeichnungen von aus Eifa stammenden Bürgerlichen, die im Gegensatz zu den Adeligen damals noch keine Familiennamen führten.
Ab 1351 ist ein eigenes Gericht Eifa nachweisbar, das einem nicht näher bekannten Geschlecht von Eppe zustand, von diesem aber immer wieder zu Teilen verpfändet wurde. So konnten noch vor 1400 die benachbarten Herren von Hatzfeld ihren Einfluss auf das Gericht ausdehnen. Bereits vor 1490 mussten sie jedoch die Lehnshoheit der hessischen Landgrafen anerkennen.

„Eifa (L. Bez. Battenberg) evangel. Filialdorf; liegt 2 St. von Battenberg, hat 35 Häuser und 263 Einwohner. Hier kommen 1660 mehrere Erzgänge vor, und 1677 war ein Gang nach Eisenerz in Betrieb.“

Hessische Gebietsreform (1970–1977)
Zum 1. Januar 1974 wurde die bis dahin selbständige Gemeinde Eifa im Zuge der Gebietsreform in Hessen kraft Landesgesetz in die Stadt Hatzfeld (Eder) eingegliedert. Für Eifa wurde wie für die übrigen Stadtteile ein Ortsbezirk mit Ortsbeirat und Ortsvorsteher nach der Hessischen Gemeindeordnung gebildet.

### Burgruine
Die Burg wurde vermutlich im 13. Jahrhundert zur Kontrolle einer alten Handelsstraße von einem unbekannten Herren erbaut. Sie befand sich auf einem Bergsporn des Kohlenberges. Sichtbare Mauerreste sind nicht mehr vorhanden.

### Verwaltungsgeschichte im Überblick
Die folgende Liste zeigt die Staaten und Verwaltungseinheiten, denen Eifa angehört(e):
- um 1400 und später: Heiliges Römisches Reich, Kurfürstentum Mainz, Amt Battenberg
- ab 1464: Heiliges Römisches Reich, Landgrafschaft Hessen, Amt Battenberg
- ab 1567: Heiliges Römisches Reich, Landgrafschaft Hessen-Marburg, Amt Battenberg[11]
- 1604–1648: strittig zwischen Hessen-Kassel und Hessen-Darmstadt (Hessenkrieg)
- ab 1604: Heiliges Römisches Reich, Landgrafschaft Hessen-Kassel, Amt Battenberg
- ab 1627: Heiliges Römisches Reich, Landgrafschaft Hessen-Darmstadt, Oberfürstentum Hessen, Amt Battenberg[12]
- ab 1806: Großherzogtum Hessen,[Anm. 2]Fürstentum Oberhessen, Amt Battenberg
- ab 1815: Großherzogtum Hessen, Provinz Oberhessen, Amt Battenberg
- ab 1821: Großherzogtum Hessen, Provinz Oberhessen, Landratsbezirk Battenberg[Anm. 3]
- ab 1832: Großherzogtum Hessen, Provinz Oberhessen, Kreis Biedenkopf
- ab 1848: Großherzogtum Hessen, Regierungsbezirk Biedenkopf
- ab 1852: Großherzogtum Hessen, Provinz Oberhessen, Kreis Biedenkopf
- ab 1867: Königreich Preußen,[Anm. 4] Provinz Hessen-Nassau, Regierungsbezirk Wiesbaden, Kreis Biedenkopf (übergangsweise Hinterlandkreis)[12]
- ab 1871: Deutsches Reich, Königreich Preußen, Provinz Hessen-Nassau, Regierungsbezirk Wiesbaden, Kreis Biedenkopf
- ab 1918: Deutsches Reich (Weimarer Republik), Freistaat Preußen, Provinz Hessen-Nassau, Regierungsbezirk Wiesbaden, Kreis Biedenkopf
- ab 1932: Deutsches Reich, Freistaat Preußen, Provinz Hessen-Nassau, Regierungsbezirk Kassel, Landkreis Frankenberg
- ab 1933: Deutsches Reich, Freistaat Preußen, Provinz Hessen-Nassau, Regierungsbezirk Kassel, Landkreis Frankenberg
- ab 1944: Deutsches Reich, Freistaat Preußen, Provinz Kurhessen, Landkreis Frankenberg
- ab 1945: Amerikanische Besatzungszone,[Anm. 5] Groß-Hessen, Regierungsbezirk Kassel, Landkreis Frankenberg
- ab 1946: Amerikanische Besatzungszone, Hessen, Regierungsbezirk Kassel, Landkreis Frankenberg
- ab 1949: Bundesrepublik Deutschland, Hessen, Regierungsbezirk Kassel, Landkreis Frankenberg
- ab 1974: Bundesrepublik Deutschland, Hessen, Regierungsbezirk Kassel, Landkreis Waldeck-Frankenberg, Stadt Hatzfeld

## Bevölkerung

### Einwohnerentwicklung
| • 1577: | 024 Hausgesesse          |
| • 1712: | 024 Haushaltungen        |
| • 1791: | 192 Einwohner            |
| • 1800: | 191 Einwohner            |
| • 1806: | 218 Einwohner            |
| • 1829: | 263 Einwohner, 35 Häuser |

| Eifa: Einwohnerzahlen von 1791 bis 2019 | Eifa: Einwohnerzahlen von 1791 bis 2019 | Eifa: Einwohnerzahlen von 1791 bis 2019 | Eifa: Einwohnerzahlen von 1791 bis 2019 | Eifa: Einwohnerzahlen von 1791 bis 2019 |
| --- | --------------------------------------- | --------------------------------------- | --------------------------------------- | --------------------------------------- |
| Jahr |                                         |                                         |                                         | Einwohner                               |
| 1791 | 1791                                    |                                         | 192                                     | 192                                     |
| 1800 | 1800                                    |                                         | 191                                     | 191                                     |
| 1806 | 1806                                    |                                         | 218                                     | 218                                     |
| 1829 | 1829                                    |                                         | 263                                     | 263                                     |
| 1834 | 1834                                    |                                         | 278                                     | 278                                     |
| 1840 | 1840                                    |                                         | 288                                     | 288                                     |
| 1846 | 1846                                    |                                         | 302                                     | 302                                     |
| 1852 | 1852                                    |                                         | 301                                     | 301                                     |
| 1858 | 1858                                    |                                         | 306                                     | 306                                     |
| 1864 | 1864                                    |                                         | 278                                     | 278                                     |
| 1871 | 1871                                    |                                         | 275                                     | 275                                     |
| 1875 | 1875                                    |                                         | 273                                     | 273                                     |
| 1885 | 1885                                    |                                         | 285                                     | 285                                     |
| 1895 | 1895                                    |                                         | 241                                     | 241                                     |
| 1905 | 1905                                    |                                         | 262                                     | 262                                     |
| 1910 | 1910                                    |                                         | 293                                     | 293                                     |
| 1925 | 1925                                    |                                         | 298                                     | 298                                     |
| 1939 | 1939                                    |                                         | 297                                     | 297                                     |
| 1946 | 1946                                    |                                         | 447                                     | 447                                     |
| 1950 | 1950                                    |                                         | 413                                     | 413                                     |
| 1956 | 1956                                    |                                         | 392                                     | 392                                     |
| 1961 | 1961                                    |                                         | 348                                     | 348                                     |
| 1967 | 1967                                    |                                         | 387                                     | 387                                     |
| 1980 | 1980                                    |                                         | ?                                       | ?                                       |
| 1990 | 1990                                    |                                         | ?                                       | ?                                       |
| 2000 | 2000                                    |                                         | ?                                       | ?                                       |
| 2011 | 2011                                    |                                         | 321                                     | 321                                     |
| 2015 | 2015                                    |                                         | 315                                     | 315                                     |
| 2019 | 2019                                    |                                         | 313                                     | 313                                     |
| Datenquelle: Historisches Gemeindeverzeichnis für Hessen: Die Bevölkerung der Gemeinden 1834 bis 1967. Wiesbaden: Hessisches Statistisches Landesamt, 1968. Weitere Quellen: ; Stadt Hatzfeld (Webarchiv):2015, 2019:; Zensus 2011 |                                         |                                         |                                         |                                         |

### Historische Religionszugehörigkeit
| • 1829: | 263 evangelische (= 100 %) Einwohner                               |
| • 1885: | 267 evangelische (= 98,84 %), 9 jüdische (= 3,16 %) Einwohner      |
| • 1961: | 298 evangelische (= 85,63 %), 47 katholische (= 13,51 %) Einwohner |

## Sehenswürdigkeiten
- Dorfkirche
- Kaiser-Wilhelm-II.-Turm auf der Sackpfeife